# Parkraemeria
A Parkraemeria a sugarasúszójú halak (Actinopterygii) osztályának sügéralakúak (Perciformes) rendjébe, ezen belül a gébfélék (Gobiidae) családjába és a Gobiinae alcsaládjába tartozó nem.

## Rendszerezés
A nembe az alábbi 3 faj tartozik:
- Parkraemeria ornata Whitley, 1951 - típusfaj
- Parkraemeria rhinoceros Suzuki & Senou, 2013
- Parkraemeria saltator Suzuki & Senou, 2013